# Maya Pedersen-Bieri
Maya Pedersen-Bieri (ur. 27 listopada 1972 w Hondrich) – szwajcarska skeletonistka, mistrzyni olimpijska i wielokrotna medalistka mistrzostw świata oraz zdobywczyni Pucharu Świata.

## Kariera
Pierwszy sukces w karierze osiągnęła w sezonie 1996/1997, kiedy w klasyfikacji generalnej zajęła trzecie miejsce. Bieri dokonała tego, mimo iż nie stanęła na podium żadnego z konkursów. Ostatecznie wyprzedziły ją jedynie Niemka Steffi Hanzlik oraz Michelle Kelly z Kanady. Pierwsze podium w zawodach tego cyklu wywalczyła 7 grudnia 1997 roku w La Plagne, gdzie była najlepsza. Wygrała także pięć dni później w Winterbergu, co pozwoliło jej zwyciężyć w klasyfikacji generalnej sezonu 1997/1998. Rok później była trzecia, w sezonie 1999/2000 zajęła drugie miejsce. Na rozgrywanych w lutym 2000 roku mistrzostwach świata w Igls, zajęła jednak dziewiąte miejsce.
Pierwszy medal na arenie międzynarodowej wywalczyła w 2001 roku, zwyciężając podczas mistrzostw świata w Calgary. Wyprzedziła tam Brytyjkę Alex Coomber i Tricię Stumpf z USA. Zajęła również trzecie miejsce w klasyfikacji końcowej sezonu 2000/2001, ulegając tylko Coomber i Hanzlik. W 2002 roku wystartowała na igrzyskach olimpijskich w Salt Lake City, zajmując piąte miejsce. Sezon 2001/2002 ukończyła na drugiej pozycji, tracąc do zwycięskiej Alex Coomber zaledwie 1 punkt.
Kolejne sukcesy osiągnęła w sezonie 2004/2005. W klasyfikacji końcowej Pucharu Świata była druga, plasując się między Noelle Pikus-Pace z USA i Niemką Kerstin Jürgens. Na mistrzostwach świata w Calgary Bieri zdobyła swój drugi złoty medal, pokonując Pikus-Pace i Michelle Kelly. W 2005 roku zdobyła także srebrny medal podczas mistrzostw Europy w Altenbergu, gdzie lepsza była jedynie Jürgens. Jeden z najważniejszych sukcesów osiągnęła w lutym 2006 roku, zdobywając złoty medal podczas igrzysk olimpijskich w Turynie. Wyprzedziła tam bezpośrednio Shelley Rudman z Wielkiej Brytanii oraz Kanadyjkę Mellisę Hollingsworth-Richards. Był to pierwszy w historii złoty medal olimpijski w skeletonie wywalczony dla Szwajcarii oraz pierwszy medal olimpijski w rywalizacji kobiet. W tym samym roku została też mistrzynią Europy, wygrywając na ME w Sankt Moritz. Na koniec zajęła drugie miejsce w klasyfikacji sezonu 2005/2006, ulegając tylko Hollingsworth.
Mistrzostwa świata w Sankt Moritz w 2007 roku przyniosły jej dwa medale. Najpierw zajęła drugie miejsce indywidualnie, rozdzielając dwie reprezentantki USA: Noelle Pikus-Pace i Katie Uhlaender. Następnie brązowy medal wywalczyła także w zawodach mieszanych. Drugie miejsce zajęła również podczas mistrzostw Europy w Königssee, gdzie zwyciężyła Niemka Anja Huber. Ostatnie sukcesy odniosła w 2009 roku, kiedy zdobyła brązowy medal w zawodach mieszanych podczas mistrzostw świata w Lake Placid oraz brązowy medal indywidualnie na mistrzostwach Europy w Sankt Moritz. Brała także udział w igrzyskach olimpijskich w Vancouver, zajmując dziewiątą pozycję.
Jest żoną norweskiego saneczkarza, skeletonisty oraz trenera, Snorre Pedersena. Razem mieszkają w Norwegii.